# Edith McGuire
Edith Marie McGuire (Atlanta, 3 de junho de 1944) é uma ex-velocista e campeã olímpica norte-americana.
Estudante e atleta da  Tennessee State University nos anos 60, ela fez parte da equipe feminina de velocistas da universidade conhecidas como The Tigerbelles, que incluía as campeãs olímpicas Wilma Rudolph, Wyomia Tyus e Barbara Jones. Atleta profícua, além de ser cheerleader na escola secundária e jogar basquetebol, tinha grande talento no atletismo para as provas curtas de velocidade e para os saltos. Foi a única atleta norte-americana  a ter títulos de campeã da Amateur Athletics Union (AAU) em três modalidades diferentes, os 100 m, os 200 m e o salto em distância.
Em 1963, competiu nos Jogos Pan-americanos de São Paulo, onde conquistou o ouro nos 100 m rasos e o bronze no salto em distância. Em Tóquio 1964, Edith foi campeã olímpica de sua prova favorita, os 200 m rasos, quebrando o recorde olímpico de Rudolph em Roma 1960, com a marca de 23s0, e conquistou mais duas medalhas de prata, nos 100 m, onde perdeu para Tyus, e integrando o revezamento 4x100 metros.
Encerrando sua carreira em 1966, tornou-se professora por nove anos, mudando-se depois com o marido, Charles Duvall, para Detroit. Anos depois, o casal estabeleceu-se em Oakland, Califórnia, onde são proprietários de três lojas da cadeia de fast-food McDonald's.